# Omløbstid
I astronomisk terminologi er omløbstid den tid det tager et himmellegeme (typisk en planet eller måne) eller et rumfartøj at kredse én gang omkring det legeme det er i kredsløb om.
Der findes forskellige typer omløbstid afhængig af, hviket referencepunkt, man benytter: Tropisk (jævndøgnpunkter), siderisk (fiksstjernerne), anomalistisk (perihelion) og ekliptisk (knuder) omløbstid. Af de seks baneparametre der índgår i beskrivelsen af en omløbsbane, kan den sideriske omløbstid T bruges til at fastlægge størrelsen af omløbsbanen.
Se Jorden for et eksempel på de forskellige omløbstider for det samme himmellegeme.
| Naturvidenskab | Spire Denne naturvidenskabsartikel er en spire som bør udbygges. Du er velkommen til at hjælpe Wikipedia ved at udvide den. |